# 杨浩然 (商人)
杨浩然（？—1936年），籍贯浙江上虞，商人、业余建筑师。

## 生平
杨浩然生年不详。据其家庭后人所述，杨浩然在家乡初中毕业后赴上海在一所学馆学习英语，20多岁时在上海一家洋烟公司任职，期间结识了德国同事库尔特·柏麦（Kurt Boehme）。因柏麦与在青岛的掖县籍商人刘子山有交情，杨浩然与柏麦一同辞职赴青岛投奔刘子山。其他资料称杨浩然曾在礼和洋行青岛分行任买办。另有历史文献显示杨浩然在青岛投资地产的时间不晚于1906年。杨浩然赴青岛后与刘子山成为挚友，并成为刘子山长子刘少山的义父。1920年1月刘子山开办东莱贸易行，杨浩然任副经理，柏麦任营业经理。在1926年日本人关于青岛的经济调查中，杨浩然被认为是“刘子山莱阳帮最得力的干将”。1920年代后期，由于东莱贸易行生意不景气，刘子山将其关停，并将贸易行资产一并送给柏麦，其后柏麦将其改为古德洋行，杨浩然仍在古德洋行任职。1936年，杨浩然逝世于青岛。

## 家庭
杨浩然之妻为王素文。其子杨铭鼎1902年生于青岛，为环境卫生学家、卫生工程学家，上海医科大学教授。

## 建筑作品
在投身商业之余，杨浩然也是一名业余建筑师。历史资料证明杨浩然曾设计东莱银行青岛湖南路大楼（湖南路39号，建于1923年，现为市南区文物保护单位），并在青岛甘肃路为自己建造了宅邸（甘肃路10-16号，建成于1919年，现为市北区不可移动文物）。此外，国民党青岛市党部大楼（太平路37号，约建于1915年，已拆除）、私立青岛中学教学楼（太平路2号，建于1923年，已拆除）及浙江路9号建筑也有可能是杨浩然的建筑设计作品。
- “杨家大宅”前楼，甘肃路10号
- “杨家大宅”后楼，甘肃路16号
- 东莱银行青岛湖南路大楼
- 国民党青岛市党部大楼